# 電阻器

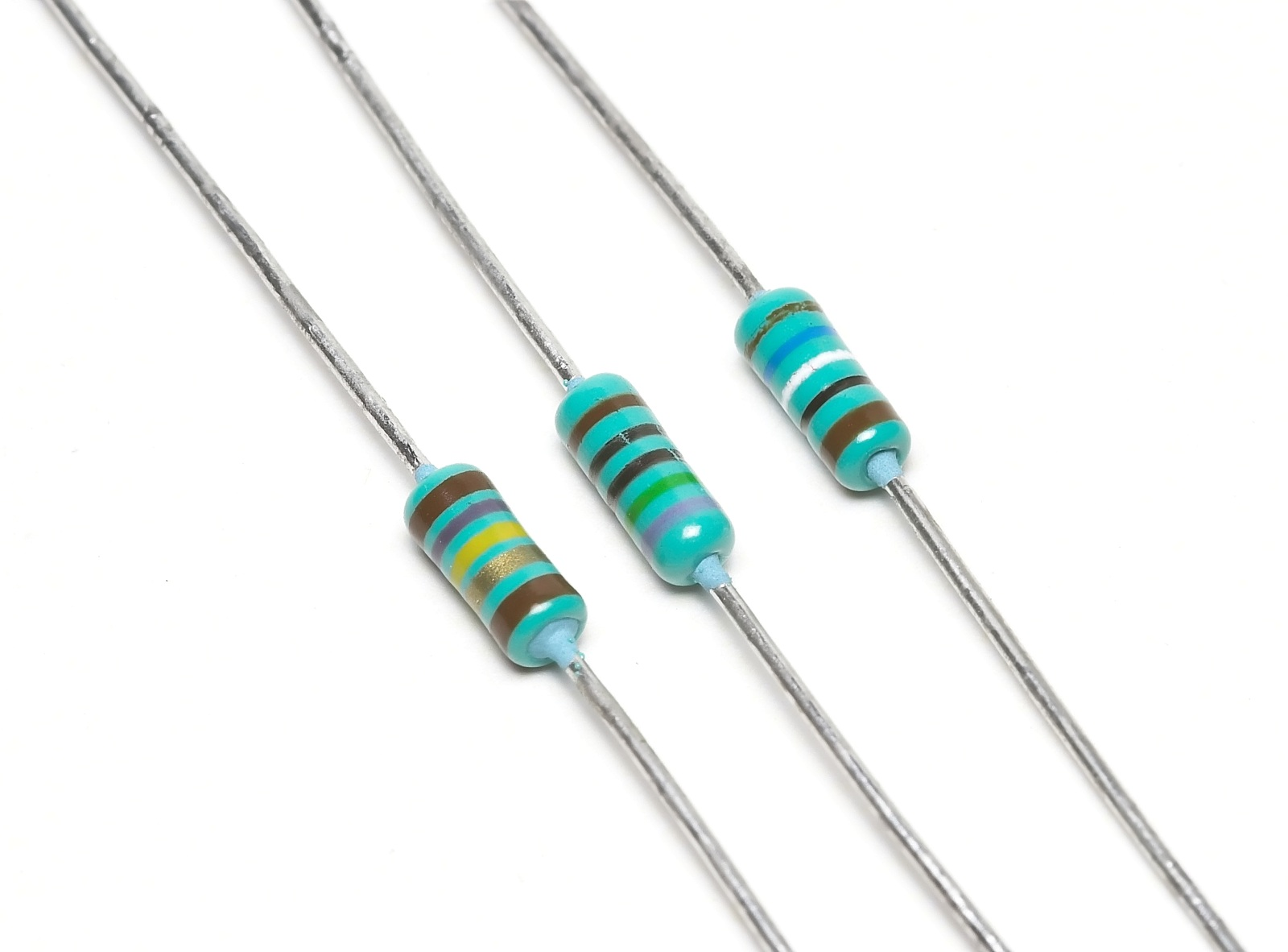
五色环电阻器

電阻器（Resistor），泛指所有用以產生電阻的電子或電機配件。電阻器的運作跟隨歐姆定律，其電阻值定義為其電壓與電流相除所得的比值。
{\displaystyle R={U \over I}}
其中
I是流過導體的電流，單位是安培（A）。
U是導體兩端的電位差，單位是伏特（V）。
R是導體的電阻，單位是歐姆（Ω）。
電阻器是電子電路中常見的元件，實際的電阻可以由許多不同材質構成，包括薄膜、水泥或是高電阻系數的鎳鉻合金（電阻絲）。電阻器也可整合到積體電路中，特別是類比IC，也可以整合到混合式集體電路或印刷電路中。
電阻器的機能可以用其電阻來表示，常用的電阻器阻值範圍超過9個數量級。電阻器阻值有一定的誤差範圍，在電子電路中使用電阻器時，需考慮使用電阻器的允許誤差和應用是否符合，若是一些精密的電路，可能也需要考慮電阻器的溫度係數。電阻器也會標示其最大功率，此數值需大於電阻器在電路中預期的能量消耗，尤其在電力電子應用中更需考慮。大功率的電阻器一般會需要散熱片。在高壓電路中也需考慮電阻器可承受的最大電壓，電阻器的工作電壓一般沒有下限，但電阻器的電壓若超過其最大電壓，可能在電流流過時使電阻器燃燒。

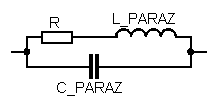
實際的電阻器，除電阻外還有串聯雜散電感L_PARAZ及並聯雜散電容C_PARAZ

實際的電阻器會有串聯的雜散電感及並聯的雜散電容。在高頻應用時這些規格就相當重要。在低噪音放大器或是前級擴大機的應用中，電阻的雜訊也需要考慮。電阻器的雜散電感、雜訊及溫度係數都和電阻器製造商使用的技術有關。一般廠商生產的一系列電阻器會使用某特定技術，不會針對個別電阻器標示使用的技術。一系列電阻器也可能以其形狀因數來區分，也就是零件的大小，以及引腳或端子的位置，這些在實際電路板佈線時都需考慮到。

## 主要用途
電阻器的主要用途包括：
- 控制某一部份電路的電壓和電流比例。
如果該段電路的電壓是固定的，電阻器能製造固定電流；
如果該段電路的電流是固定的，則電阻器能製造固定的電壓。
- 分配電路不同部份的電壓比例。
- 限制流經某一段電路的電流。
- 釋放熱能。發熱線便是根據電阻器的這個特性而產生出來的。
- 通过电阻器自身的一些特性，採集环境資訊。比如根据阻值随温度变化特性，来採集环境温度。

## 理想電阻器
在一個理想的電阻器裏，電阻值不會隨電壓或電流而改變，亦不會因電流的突然變動而改變。真實的電阻器無法達到這一點。現今的內部設計使電阻器在極端的電壓或電流（以至其他環境因素，例如溫度）下能表現相對小的電阻值變化。

### 現實電阻器的限制
每一個電阻器均有其承受的電壓或電流的上限（主要取決於電阻器的體積）。如果電壓或電流超出了這個範圍，首先電阻器的電阻值會改變（在一些電阻器中可以有劇烈的變動），繼而令電阻器因過熱等情況而損毀。大部份電阻器會標示額定的電功率，另外一些則會提供額定的電流或電壓。
另外，現實的電阻器本身除電阻性外，亦擁有微量的散雜電感與電容，因而造成與理想電阻器有所差異。

## 電阻器的種類
根據構造，電阻可分為以下幾類：
- 定值電阻 （固定電阻）：以帶電阻物質或線圈構成、且不會因任何環境或人為因素而變量的電阻。現時常見的定值電阻有顏色條紋用以識別電阻值、誤差等資料。定值電阻兩端多帶有連接線，以方便裝嵌；部份在集成電路中的定值電阻屬鑲嵌形式。
- 可變電阻：泛指所有可以手動改變電阻值的電阻器。根據使用的場合，可變電阻有電壓分配器、電位器等別稱。常見的可變電阻有"三"個連接端。不同的連接配置可使該種電阻以可變電阻、分壓計，或定值電阻的方式運作。
- 光敏電阻：跟隨光線的強弱而改變電阻值。
- 熱敏電阻：跟隨溫度的高低而改變電阻值。其中有一種以半導體製成的電阻器擁有負數的溫度係數，能紓緩電子線路中的溫度影響。
- 壓敏電阻：又稱變阻器，一種跟隨電壓的高低而改變電阻值的配件，通常由壓敏陶瓷製成。
- 內阻：除超導體以外的所有导电体均帶有一定的電阻，通常稱為內阻。

## 電阻器的標示
電阻器的標示方式會隨其種類而不同，若是功率較大的水泥電阻或繞線電阻，會在外殼上直接印出阻值及功率。軸向電阻會在電阻外殼用電阻色碼表示阻值，而SMD電阻有些會用數字標示其阻值，若尺寸較小的，也可以用英文字母及數字來表示阻值。

### 色環標示
電阻器上通常印有四個色環（亦有五色環的精密電阻），各代表不同的電阻值，下圖為電阻值與色環對照表。
| 顏色 | 1 十位 | 2 個位 | 3 倍數 | 4 誤差值    |
| ---- | ------ | ------ | ------ | ----------- |
| 黑   | 0      | 0      | ×1     |             |
| 棕   | 1      | 1      | ×101   | ±1%（F）    |
| 紅   | 2      | 2      | ×102   | ±2%（G）    |
| 橙   | 3      | 3      | ×103   |             |
| 黃   | 4      | 4      | ×104   |             |
| 綠   | 5      | 5      | ×105   | ±0.5%（D）  |
| 藍   | 6      | 6      | ×106   | ±0.25%（C） |
| 紫   | 7      | 7      | ×107   | ±0.1% (B)   |
| 灰   | 8      | 8      | ×108   | ±0.05%（A） |
| 白   | 9      | 9      | ×109   |             |
| 金   |        |        | ×10-1  | ±5%（J）    |
| 銀   |        |        | ×10-2  | ±10%（K）   |
| 透明 |        |        |        | ±20%（M）   |

例如有一四色環電阻器色環是
藍・灰・橙・金排列而成，它的電阻值和誤差為
68×103・±5%
= 68 × 1000 (Ω)・±5%
= 68000Ω ±5% = 68kΩ±5%
- 精密電阻會常採五個色環來表示，第一至第三個色環為阻值的頭三數值，第四環為倍數，第五環為誤差值。

電阻色環色碼識別：
1. 首先，從電阻的底端，找出代表公差精度的色環，金色的代表5%，銀色的代表10%。
2. 再從電阻的另一端，找出第一條、第二條色環，讀取其相對應的數位，以右邊圖爲例，前兩條色環都爲紅色，故其對應數位爲紅2，紅2，然後，再讀取第三條倍數色環，黑1，所以，我們得到的阻值是22Ω。
3. 如果第三條倍數色環爲金色，則將小數點往左移一位。
4. 如果第三條倍數色環爲銀色，則將小數點往左移兩位。

### 表面黏貼電阻

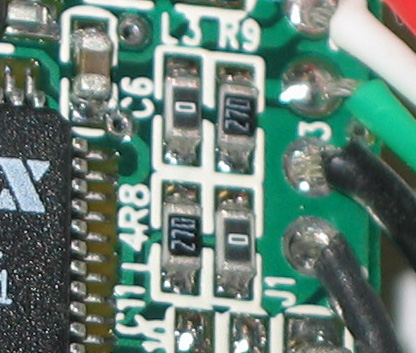
圖中有四個黑色的表面黏貼電阻，其中有二個是零歐姆電阻。零歐姆電阻的作用類似電線，但因為其包裝和電阻相同，因此可以用表面黏貼設備的打件機打件加工，其實際電阻不為零，不過是可以忽略的數值

較大尺寸的表面黏貼電阻（1608或更大的）會在上面印製數字標示其阻值。一般誤差（5%）的表面黏貼電阻會用三位數的數字表示其阻值，前兩位數是阻值的前二位有效数字，第三位為十的次方（也就是後面要加幾個零）。例如：
| 101 | = 10 × 101 Ω = 100 Ω  |
| 334 | = 33 × 104 Ω = 330 kΩ |
| 222 | = 22 × 102 Ω = 2.2 kΩ |
| 473 | = 47 × 103 Ω = 47 kΩ  |
| 105 | = 10 × 105 Ω = 1 MΩ   |

若阻值小於100，會直接寫100, 220, 470。最後的零表示是十的零次方，也就是1，例如：
| 100 | = 10 × 100 Ω = 10 Ω |
| 220 | = 22 × 100 Ω = 22 Ω |

不過有時也會直接表示為10或22，以避免誤認。
若阻值小於10，會用英字文母表示小數點。例如：
| 4R7  | = 4.7 Ω  |
| R300 | = 0.30 Ω |
| 0R22 | = 0.22 Ω |
| 0R01 | = 0.01 Ω |

精密電阻會用四位數表示，前三位數是前三位的有效數字，第四位數是十的次方，例如：
| 1001 | = 100 × 101 Ω = 1.00 kΩ |
| 4992 | = 499 × 102 Ω = 49.9 kΩ |
| 1000 | = 100 × 100 Ω = 100 Ω   |

有時會用000 and 0000來表示零歐姆電阻，因為其阻值接近零。
若表面黏貼電阻包裝更小，可能就無法用上述方式表示，有些製造商會另外用英文字母及數字表示阻值，印在電阻上。

## 與電阻器相關的計算

### 電阻器的能量消耗
電阻器消耗能量的功率是電阻器兩端的電壓和流經的電流的乘積；
{\displaystyle P=I\cdot V=I^{2}\cdot R={\frac {V^{2}}{R}}}
上式中，P為功率（以瓦計算），I為電流（以安培計算），V為電壓（以伏特計算），R為電阻（以歐姆計算）。後兩條等式是第一條等式演化而成。
至於電阻器在一段時間消耗的總能量則可以如下的積分式表示：
{\displaystyle W=\int _{t_{1}}^{t_{2}}v(t)i(t)\,dt}
其中，{\displaystyle t_{1}}是起始時間，{\displaystyle t_{2}}是終結時間，W是總消耗能量。
如平均功率超出電阻器的額定功率，電阻器的電阻會偏離原有的值，繼而電阻器會因過熱而燒毀。

### 串聯和並聯
註：以下圖中的定值電阻圖標純為方便解說之用，不代表實際情況下該處所設必為定值電阻。
有關更多的資料，可參閱串聯和並聯。
以下是一列串聯起來的電阻器：
電路兩端的總電阻值為各電阻器的電阻之總和，即
{\displaystyle R=R_{1}+R_{2}+...+R_{n}\,}
以下是一組並聯的電阻器：
由於所有電阻的電壓相同，根據歐姆定律，它們的電流與電阻屬反比，故
{\displaystyle {\frac {1}{R_{\mathrm {eq} }}}={\frac {1}{R_{1}}}+{\frac {1}{R_{2}}}+\cdots +{\frac {1}{R_{n}}}}
並聯電路的電阻關係可以"//"表示（有如平面幾何中的平行關係），故兩個並聯的電阻的總電阻可以此等式表示：
{\displaystyle R_{\mathrm {eq} }=R_{1}//R_{2}={R_{1}R_{2} \over R_{1}+R_{2}}}
串聯和並聯僅為電路網絡的其中兩個模式。較複雜的電路網絡難以使用簡單的串聯、並聯的方式表示。
例如一個呈正立方體狀的網絡，要量度兩個頂點之間的電阻，需要使用聯立方程式求解未知數的方式計算；但如立方體的每一條稜均設有相同的電阻器，則任何頂點之間的電阻均為單一電阻器的六分之五。

## 失效模式
在妥善設計的電路中，電阻器的失效率一般會比半導體或電解電容要低。電阻器的受損一般都是因為電阻器上的平均功率超過電阻器可以散熱的功率，因此造成電阻器過熱。這可能是電路以外的異常原因所造成，但常常是電路中其他零件異常所造成（例如電晶體短路）。將電阻器運作在接近其功率額定的功率，會減短電阻器的壽命．或是使其阻值發生變化。較安全的電路設計一般會選用較大功率額定的電阻，以避免此問題出現。
當過熱時，碳膜電阻器的電阻值可能會增加或是減少，
當在接近其額定功率運轉時，碳膜電阻器或氧化膜電阻器可能會開路，金屬膜電阻器或是繞線電阻器也可能有類似情形，但機率較低。
電阻器也可能因為機械應力或是惡劣的環境因素而失效。例如若電路未密封，可能會因濕氣造成繞線電阻的腐蝕。
現在已經知道表面贴装電阻會因為硫渗入電阻內部塗層而失效，硫會和內部的銀生成不導電的硫化銀，電阻值會持續昇高。抗硫及防腐蝕的電阻應用在汽車、工業甚至軍事應用。ASTM B809是一份測試元件抗硫渗入的工業標準。

## 外部連結
- Color Coded Resistance Calculator - University of Pennsylvania
- Resistor Types – Does It Matter? - Aiken Amps
- Difference between types of resistors （页面存档备份，存于） - Analog Devices
- Basics of Linear Fixed Resistors （页面存档备份，存于） - Vishay
- 4-terminal resistors – How ultra-precise resistors work - PSL
- Beginners' Guide to Potentiometers （页面存档备份，存于） - ESP